# Nati nel 1569
| Questa pagina contiene informazioni ricavate automaticamente dalle voci biografiche con l'ausilio del template Bio e di un bot. L'aggiornamento è periodico e automatico e ricostruisce completamente la pagina. Se manca una persona in questa lista, sei pregato di non aggiungerla, ma accertati piuttosto che la sua voce biografica contenga il template Bio e che i dati anagrafici siano correttamente compilati. Se il template Bio manca, inseriscilo tu stesso o, in alternativa, metti l'avviso {{tmp\|Bio}} che ne segnala la mancanza. Se i dati riportati sono sbagliati, correggi direttamente la voce biografica; le modifiche saranno visibili in questa lista entro pochi giorni. Per chiarimenti vedi il progetto biografie. La lista contiene solo le 62 persone che sono citate nell'enciclopedia e per le quali è stato implementato correttamente il template Bio. Pagina aggiornata al 2 giu 2025. |

## Gennaio(2)
- 2 gennaio - Heribert Rosweyde, biografo e gesuita olandese († 1629)
- 22 gennaio - Lucio Massari, pittore italiano († 1633)

## Febbraio(1)
- 13 febbraio - Giovanni Reinardo I di Hanau-Lichtenberg, conte tedesco († 1625)

## Marzo(3)
- 7 marzo - Rodolfo Gonzaga, nobile italiano († 1593)
- 25 marzo - Giannantonio Orsini, nobile italiano († 1613)
- 28 marzo - Ranuccio I Farnese, nobile italiano († 1622)

## Aprile(1)
- 10 aprile - Emilia di Nassau, principessa († 1629)

## Maggio(3)
- 18 maggio - Celso Amerighi, abate italiano († 1637)
- 18 maggio - Arima Toyouji, militare giapponese († 1642)
- 19 maggio - Pier Maria Campi, religioso e storico italiano († 1649)

## Giugno(1)
- 1º giugno - Sofia di Holstein-Gottorp, duchessa († 1634)

## Luglio(3)
- 7 luglio - Giovanni Francesco Anerio, compositore e musicista italiano († 1630)
- 8 luglio - Carlo Bocchineri, poeta italiano († 1630)
- 30 luglio - Carlo I del Liechtenstein, principe austriaco († 1627)

## Agosto(1)
- 31 agosto - Jahangir, sovrano indiano († 1627)

## Settembre(3)
- 9 settembre - Joachim Andreas von Schlick, politico boemo († 1621)
- 18 settembre - Cosimo Baroncelli, scrittore e funzionario italiano († 1626)
- 23 settembre - Tachibana Ginchiyo, militare giapponese († 1602)

## Ottobre(2)
- 13 ottobre - Giuseppe Passi, scrittore italiano
- 14 ottobre - Giovan Battista Marino, poeta e scrittore italiano († 1625)

## Novembre(9)
- 2 novembre - Epifanio Ferdinando, medico e filosofo italiano († 1638)
- 3 novembre - Hŏ Kyun, scrittore, letterato e politico coreano († 1618)
- 4 novembre - Guillén de Castro, drammaturgo spagnolo († 1631)
- 5 novembre - Nils Turesson Bielke, politico svedese († 1639)
- 15 novembre - Alvaro Alonso Barba, scienziato e presbitero spagnolo († 1661)
- 18 novembre - Antonio Barberini, cardinale e vescovo cattolico italiano († 1646)
- 23 novembre - Concino Concini, politico italiano († 1617)
- 25 novembre - Friedrich Kettler, duca († 1642)
- 27 novembre - Ottavio Vernizzi, compositore e organista italiano († 1649)

## Dicembre(3)
- 15 dicembre - Muzio Oddi, ingegnere e matematico italiano († 1639)
- 22 dicembre - Étienne Martellange, gesuita, architetto e pittore francese († 1641)
- 31 dicembre - Anna de' Medici, nobile italiana († 1584)

## Senza giorno specificato(30)
- Abe Masatsugu, militare giapponese († 1647)
- Akechi Mitsuyoshi, militare giapponese († 1582)
- Étienne Binet, gesuita e letterato francese († 1639)
- Teofilo Bruni, matematico, astronomo e presbitero italiano († 1638)
- Claudio di Bullion, avvocato, politico e diplomatico francese († 1640)
- Walter Butler, XI conte di Ormond, nobile irlandese († 1633)
- Paulus van Caerden, ammiraglio olandese († 1615)
- Seathrún Céitinn, religioso, poeta e storico irlandese († 1644)
- John Davies, politico, avvocato e poeta inglese († 1626)
- Dervish Mehmed Pascià, politico e militare ottomano († 1606)
- Giovan Giacomo Di Conforto, architetto e ingegnere italiano († 1630)
- Vittoria Doria, nobildonna italiana († 1618)
- Fedele da San Germano, predicatore italiano († 1622)
- Sebastiano Folli, pittore italiano († 1621)
- Bartolomeo Gavanti, teologo italiano († 1638)
- Pompeo Giustiniani, condottiero e scrittore italiano († 1616)
- Jacob Dircksz de Graeff, politico olandese († 1638)
- Antiveduto Gramatica, pittore italiano († 1626)
- Pieter Isaacsz, pittore danese († 1625)
- Itō Mancio, diplomatico giapponese († 1612)
- Emilia Lanier, poetessa inglese († 1645)
- Giovanni Battista Manso, nobile, scrittore e poeta italiano († 1645)
- Frans Pourbus il Giovane, pittore fiammingo († 1622)
- Antonio Santarelli, teologo e gesuita italiano († 1649)
- Jan Piotr Sapieha, politico e militare polacco († 1611)
- Ambrogio Spinola, generale italiano († 1630)
- Giovanni Battista Trotti, nobile, politico e giurista italiano († 1640)
- Luca Antonio Virili, cardinale italiano († 1634)
- Bernardo de Brito, storico portoghese († 1617)
- Ōno Harunaga, militare giapponese († 1615)